# Nehemías 13

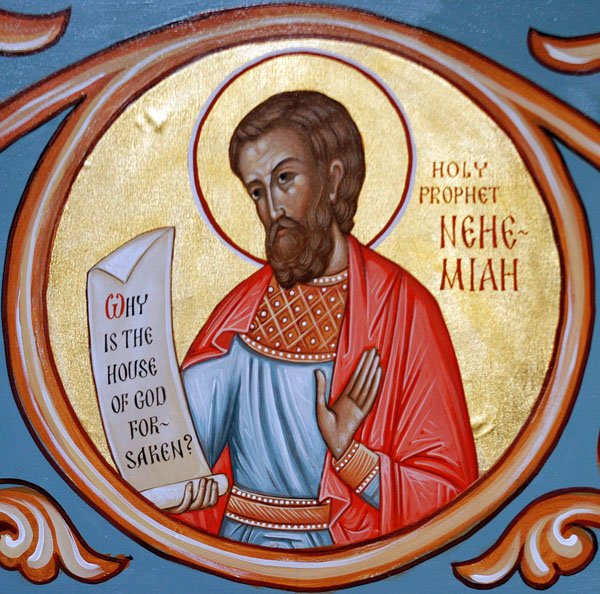
Icono ortodoxo griego de Nehemías, montado sobre madera maciza.

Nehemías 13 es el decimotercero y último capítulo del Libro de Nehemías del Antiguo Testamento de la Biblia cristiana, o el capítulo 11 del libro de Esdras-Nehemías en la Biblia hebrea, que trata el libro de Esdras y el libro de Nehemías como un solo libro. La tradición judía afirma que Esdras es el autor de Esdras-Nehemías, así como del Libros de las Crónicas, pero los eruditos modernos generalmente aceptan que un compilador del siglo V a. C. (el llamado «Cronista») es el autor final de estos libros. Este capítulo aborda una serie de problemas que Nehemías mismo tuvo que resolver durante su ausencia temporal de la tierra, con algunos asuntos similares a los que se relatan en Esdras 9–Esdras 10 y Nehemías 10.

## Texto
El texto original de este capítulo está en el idioma hebreo. En las Biblias en inglés este capítulo está dividido en 47 versículos.

### Testigos textuales
Algunos de los primeros manuscritos que contienen el texto de este capítulo en Hebreo son del Texto Masorético, entre los que se incluye el Codex Leningradensis (1008).
También existe una traducción al griego koiné conocida como Septuaginta, realizada en los últimos siglos a. C.. Los manuscritos antiguos existentes de la versión Septuaginta incluyen el Codex Vaticanus (B; {\displaystyle {\mathfrak {G}}}B; siglo IV), el Codex Sinaiticus (S; BHK: {\displaystyle {\mathfrak {G}}}S; siglo IV), y Codex Alexandrinus (A; {\displaystyle {\mathfrak {G}}}A; siglo V).

## Purificación (13:1-3)
Los versículos iniciales registran la obediencia del pueblo en ese período de tiempo a las palabras de la Ley mosaica, que tomaron una respuesta «inmediata» (versículo 3); en este caso, eliminando a todas las personas de ascendencia extranjera («multitud mixta»).

### Versículo 1
Aquel día leyeron en el libro de Moisés en presencia del pueblo; y allí se halló escrito que el amonita y el moabita no debían entrar en la congregación de Dios para siempre;
La exclusión de los amonitas y moabitas del santuario está escrita en Deuteronomy 23:3–6, por dos razones (versículo 2):
1. Su incapacidad para proporcionar a los israelitas los requisitos básicos de comida y agua.
2. El rey moabita Balac había contratado a Balaam para que maldijera a Israel (Números 22–Números 24), aunque Dios convirtió estas maldiciones en grandes bendiciones (KJV, KJV; Números 24:1, Números 24:10).[10]

## Las reformas de Nehemías (13:4-31)
Después de 12 años en Jerusalén, Nehemías regresó a la corte de Artajerjes (Versículo 6), pero durante su ausencia surgieron varios abusos que tuvo que manejar con firmeza, como se registra en esta sección. La causa de las ofensas puede atribuirse a la laxitud religiosa en la comunidad, especialmente con la estrecha relación de los sacerdotes con Tobías (amonita) (versículo 4) y la alianza familiar de un nieto de Eliasib, el sumo sacerdote, con Sanbalat el horonita (versículo 28). Nehemías tomó medidas drásticas para erradicar el mal:
- Los «objetos domésticos» de Tobías fueron arrojados fuera del complejo del templo (versículo 8), lo que presagia la acción de Jesús de despejar el templo (John 2:13ff).[13] La casa de Tobías dentro del templo aparentemente era una base de su operación (versículos 4-5), al «utilizar una posición privilegiada en la economía del templo para buscar [un] acuerdo comercial ventajoso».[15]
- El templo fue limpiado de todo lo impío (versículo 9).
- Los levitas, que huyeron a sus «campos» (ya que se les permitía criar animales según {Bibleverse|Números|35:2|KJV}}, fueron restituidos a sus puestos con los arreglos para recibir una vez más sus cuotas por el servicio a Dios (versículos 11-13).
- Se colocaron guardias en las puertas para evitar la violación de las reglas del sábado mediante el comercio (versículos 19, 22) y se amenazó a quienes intentaran romper las reglas (versículo 21).
- Nehemías trató con dureza a los que se habían casado con mujeres extranjeras (versículo 25).[14]
- El nieto descarriado de Eliasib fue desterrado (versículo 28).[16]

Nehemías también restableció las buenas condiciones anteriores en Nehemías 10 y Nehemías 12 haciendo que la gente volviera a prestar juramento (versículo 25; cf. Nehemías 10:29) y estableció disposiciones para el servicio regular del Templo (versículos 30-31; cf. Nehem iah 10:32, Nehemiah 12:44).

### Versículo 6
Pero durante todo esto yo no estaba en Jerusalén, porque en el trigésimo segundo año de Artajerjes, rey de Babilonia, yo había regresado al rey. Entonces, después de algunos días, obtuve permiso del rey,
«El trigésimo segundo año de Artajerjes» corresponde al 433 a. C. Así, Nehemías fue gobernador de Judá desde el 445 hasta el 433 a. C., luego permaneció en Susa por un período de tiempo desconocido antes de regresar a Jerusalén. El texto no especifica en qué calidad regresó, aunque fue con autorización del rey: probablemente siguió siendo gobernador hasta el 407 a. C., cuando Bigvai se convirtió en gobernador.

### Versículo 31
Y para la ofrenda de madera, en los tiempos señalados, y para las primicias.
Acuérdate de mí, oh Dios mío, para bien.
- «Acuérdate de mí»: Al igual que en los versículos 14 y 22, Nehemías clamó a Dios para que velara por él durante su enfrentamiento con los sacerdotes y levitas en relación con la profanación de su condición sagrada, que les inhabilitaba para servir.[21]

## Lecturas complementarias
- Blenkinsopp, Joseph, "Ezra-Nehemiah: A Commentary" (Eerdmans, 1988)
- Blenkinsopp, Joseph, "Judaism, the first phase" (Eerdmans, 2009)
- Coggins, R.J., "The Books of Ezra and Nehemiah" (Cambridge University Press, 1976)
- Ecker, Ronald L., "Ezra and Nehemiah", Ecker's Biblical Web Pages, 2007.
- Grabbe, L.L., "Ezra-Nehemiah" (Routledge, 1998)
- Grabbe, L.L., "A history of the Jews and Judaism in the Second Temple Period, Volume 1" (T&T Clark, 2004)
- Throntveit, Mark A. (1992) "Ezra-Nehemiah". John Knox Press